# ژان گروملون
ژان گروملون (انگلیسی: Jean Grumellon; ۱ ژوئن ۱۹۲۳ – ۳۰ دسامبر ۱۹۹۱) بازیکن فوتبال اهل فرانسه بود.
از باشگاه‌هایی که در آن بازی کرده‌است می‌توان به باشگاه فوتبال لیل، باشگاه فوتبال رن، و باشگاه فوتبال لو آور، باشگاه فوتبال موناکو، باشگاه فوتبال نیس، اشاره کرد.
وی همچنین در تیم ملی فوتبال فرانسه بازی کرده‌است.